# Chiesa di San Raffaele (Napoli)
La chiesa di San Raffaele (o di san Raffaele a Materdei o, più propriamente, chiesa dell'Arcangelo Raffaele e di Santa Margherita da Cortona) si erge in via Amato di Montecassino (già vico San Raffaele), nel rione Materdei della città di Napoli.

## Storia e descrizione

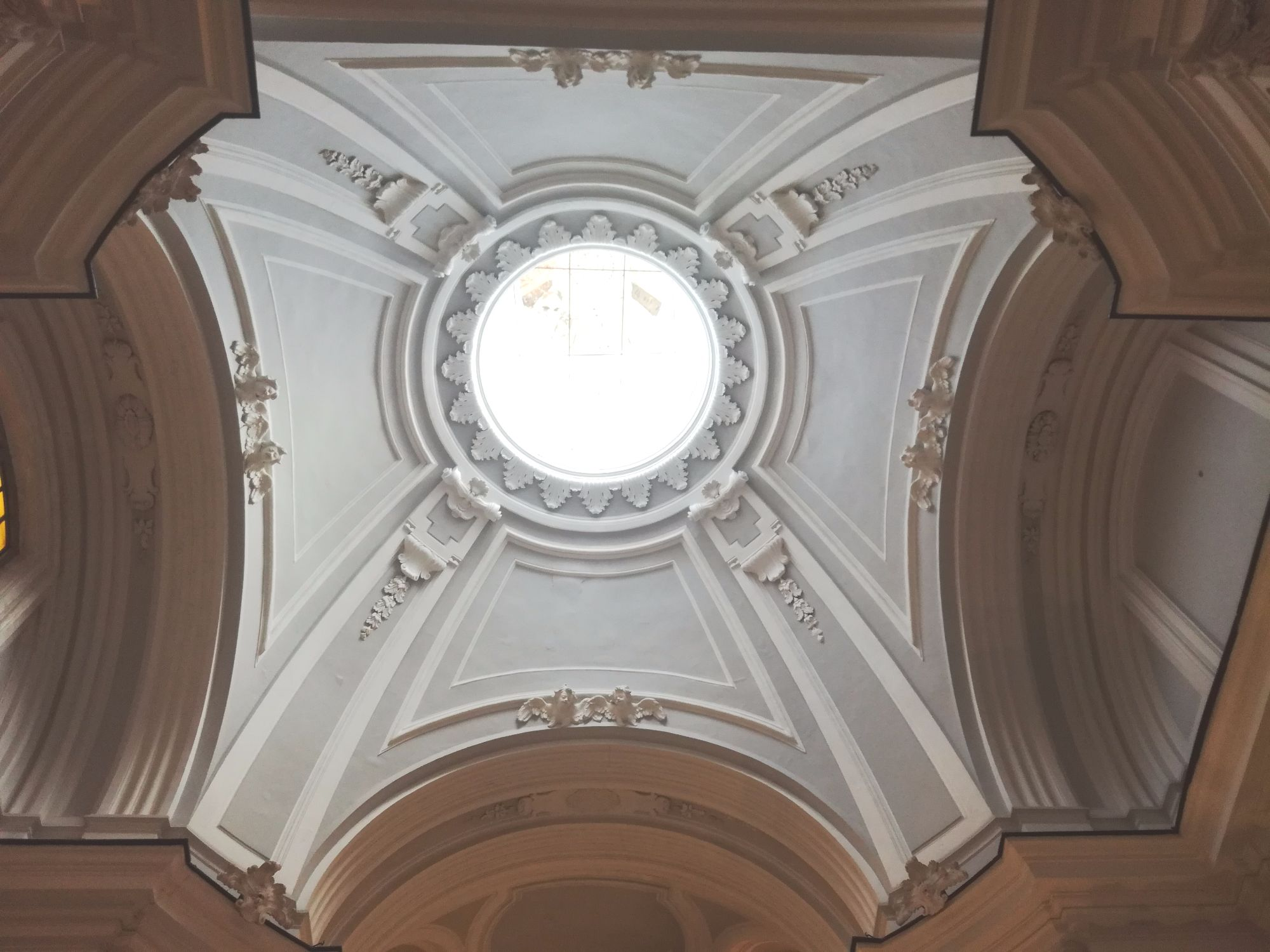
Particolare della cupola

La struttura venne fondata nel 1759 a cura dei canonici Marco Celentano e Michele Lignola, su disegno di Giuseppe Astarita, insieme al conservatorio femminile (il Ritiro delle Pentite, accogliente le ex-prostitute) con cui divide il fronte stradale.
La facciata incurvata, che risulta arretrata rispetto alla strada, si articola in due ordini sovrapposti raccordati da volute e coronati da un timpano triangolare.
L'interno è a croce greca e risulta allungato longitudinalmente dall'atrio d'ingresso e dalla zona absidale. La cupola è impostata direttamente sul vano centrale senza tamburo e termina in un ampio lanternino che fornisce un'eccellente illuminazione interna.
Testimonianze dell'apparato decorativo settecentesco, sono la tribuna e l'altare maggiore in marmi policromi, sovrastati da un baldacchino ligneo dorato – di artista ignoto – a forma di corona e sorretto da angeli in stucco.
Il pittore Angelo Mozzillo realizzò nelle basse volte della chiesa due affreschi rappresentanti il primo Tobia e Sara nella casa di Tobi, il di lui padre, mentre il secondo l'arcangelo Raffaele nel significato di medicina Dei del suo nome (in ebraico Rafa'el significa appunto "Dio ha guarito").
L'accesso al ritiro è su salita Porteria San Raffaele (dove porteria indica appunto l'ingresso della struttura), mentre alla sua destra è il portale della piccola cappella della Congregazione di San Raffaele, costruita nell'anno 1800 all'interno di alcuni locali del ritiro dopo che nel 1798 la congregazione fu fondata.

Panoramica interna Chiesa di San Raffaele (NAPOLI)

## Riti popolari: il pesce di San Raffaele
La statua dell'Arcangelo Raffaele è rappresentata con un pesce in mano, secondo un'iconografia che ha le sue origini nel racconto biblico del Libro di Tobia.

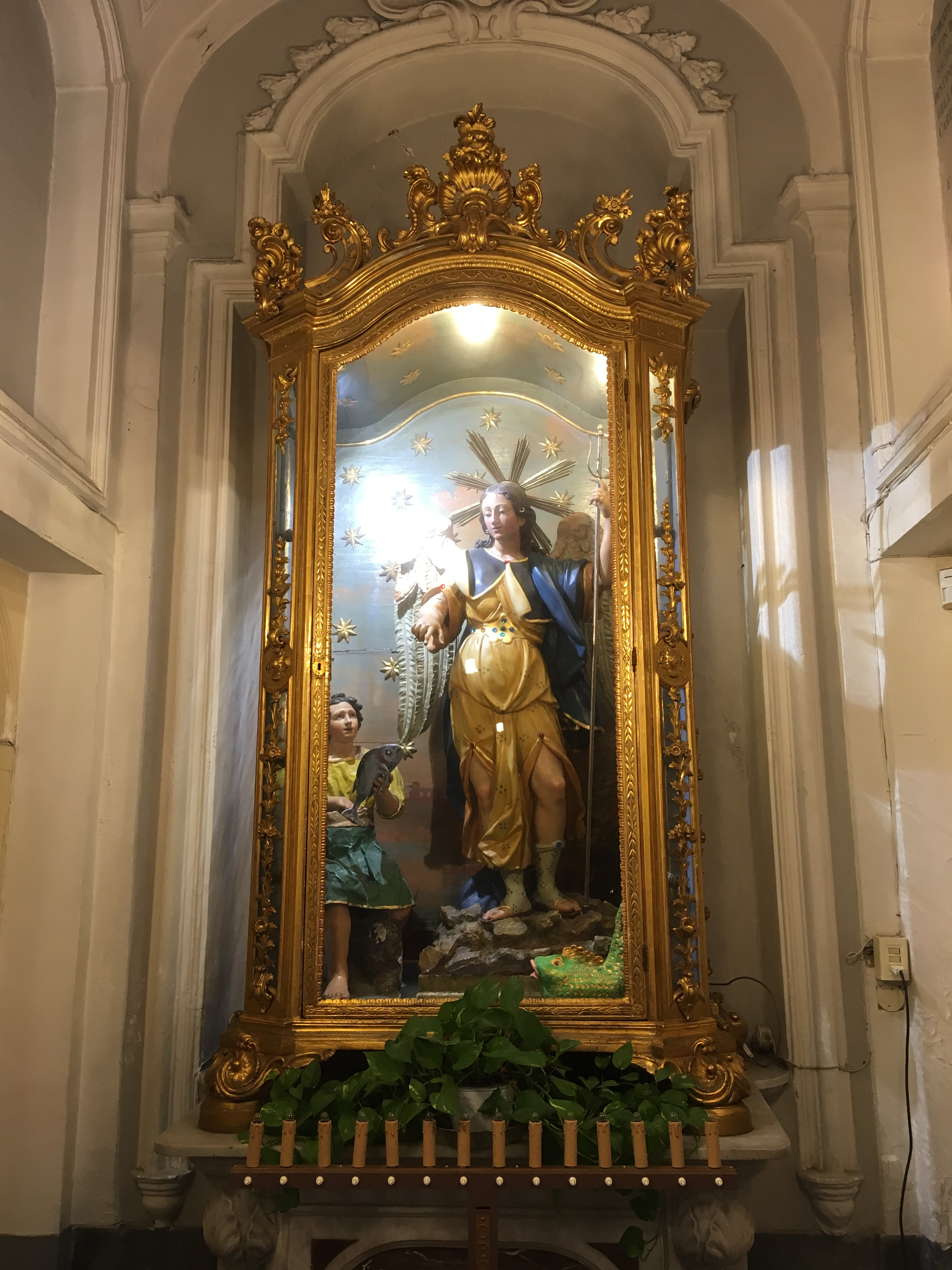
Teca con la statua di San Raffaele

Un'antica tradizione, che fondeva reminiscenze pagane dei riti campani della fecondità con la ritualità popolare cristiana, voleva che le donne sterili e le fanciulle da marito si recassero a baciare il pesce del santo. Il mare visto come donatore di fecondità e il pesce come antichissimo simbolo cristiano rendevano accettabile il rito, nonostante vi fosse riconoscibile un riferimento sessuale nell'uso eufemistico, comune in napoletano, di pesce per "pene".
La frase va' a vasà 'o pesce 'e San Rafèle ("va' a baciare il pesce di San Raffaele") era rivolta fino a qualche decennio fa alle belle ragazze, tra il serio e il faceto, in senso augurale.

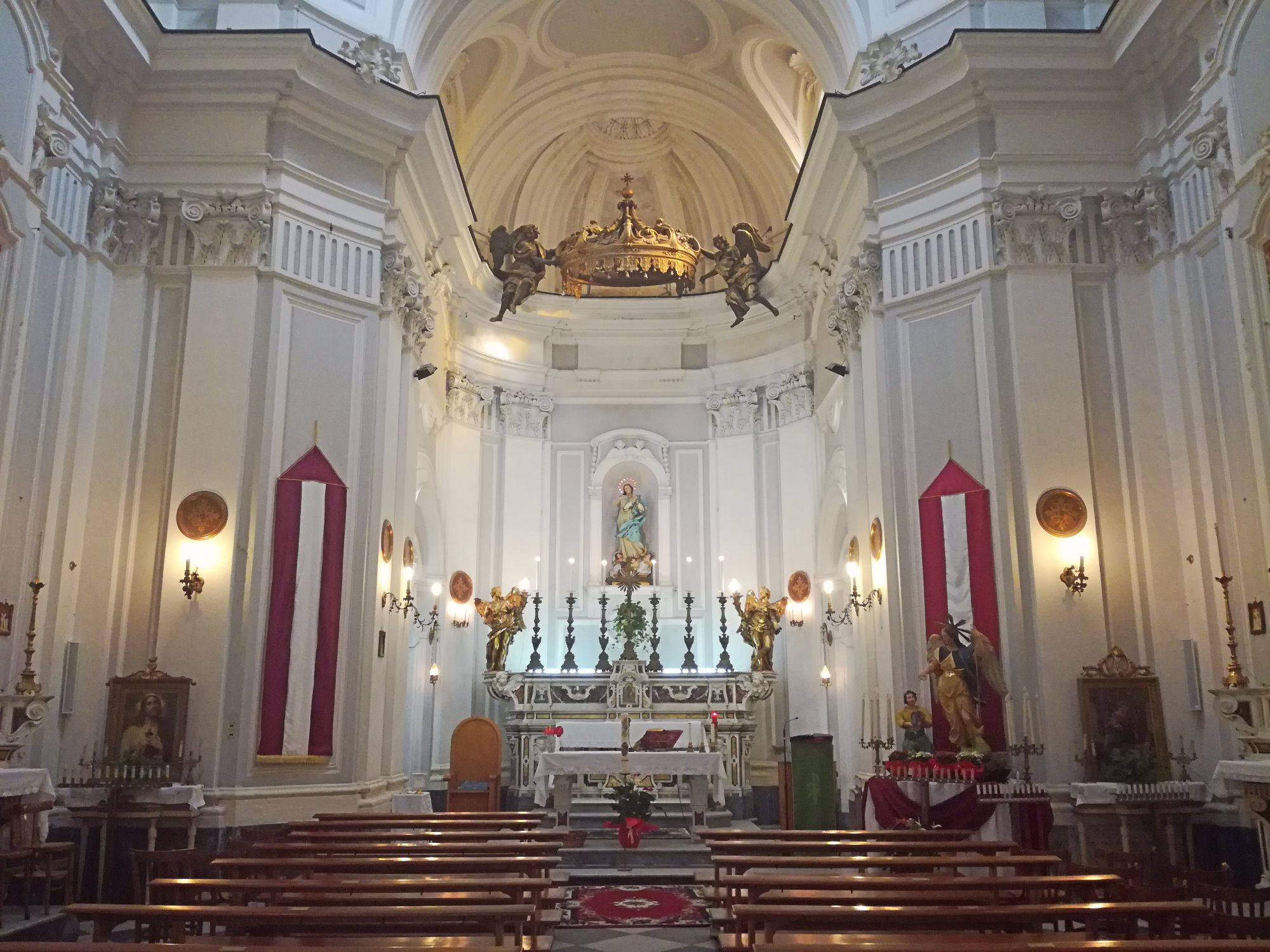
Particolare dell'altare maggiore
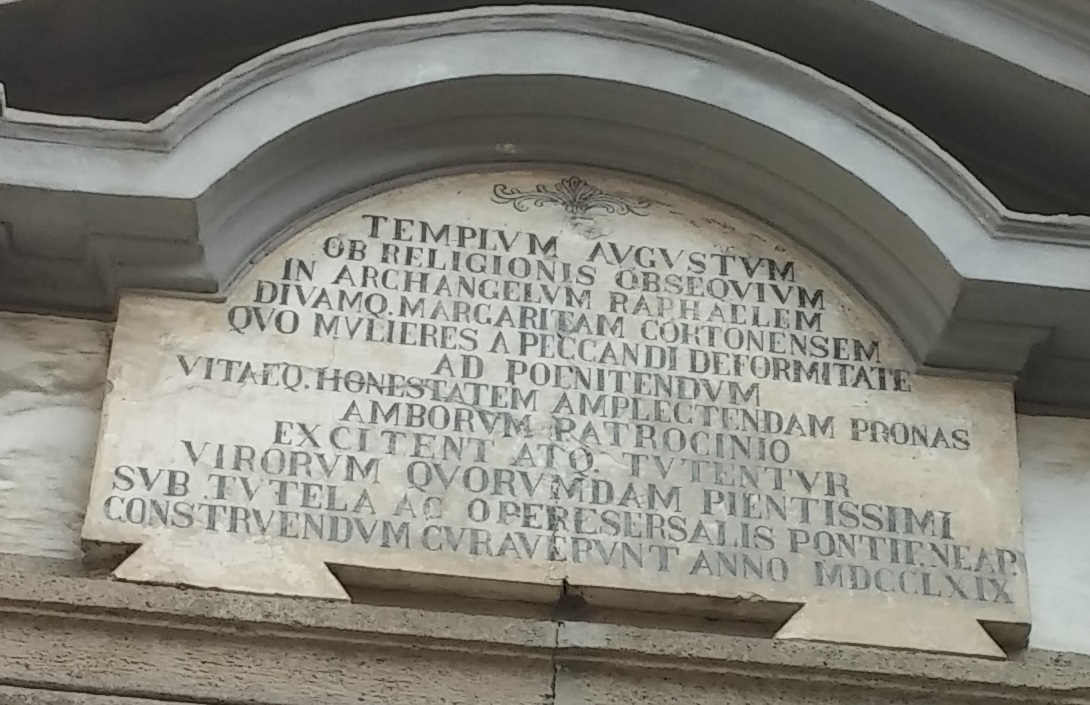
Dedica della chiesa

## Trasporti
Stazione "Materdei" della Linea 1 della metropolitana di Napoli.
Autobus: C16 dal Corso Vittorio Emanuele (nasce a Mergellina), C47 da Via Foria (passa per Piazza Cavour dove c'è una stazione delle Ferrovie dello Stato, metropolitana Linea 2).
Da Via Santa Teresa degli Scalzi, invece, vicino al Museo Archeologico Nazionale, si può salire per Via Materdei (circa 500 mt), o prendere l'autobus C53.